# Grand Prix Formule 1 van Brazilië 2009
De Grand Prix Formule 1 van Brazilië 2009 was de zestiende en voorlaatste race van het seizoen en werd gehouden op 18 oktober 2009 op de Autódromo José Carlos Pace in São Paulo. De race werd gewonnen door Mark Webber in een Red Bull-Renault.
Tijdens de kwalificaties regende het hard en aan het einde van de eerste kwalificatieronde crashte Vitantonio Liuzzi zwaar. De tweede kwalificatie werd meer dan een uur uitgesteld maar dan waren McLaren-rijders Heikki Kovalainen en Lewis Hamilton al uitgeschakeld voor de tweede kwalificatieronde alsook Sebastian Vettel, die nog een kleine kans had de titel te winnen. Tijdens de tweede kwalificatie kon kampioenschapsleider Jenson Button zich niet plaatsen voor de derde kwalificatie nadat hij er niet voor gekozen had om op het einde van de tweede kwalificatie intermediate-banden te kiezen. Zijn teamgenoot Rubens Barrichello die met veertien punten achterstand de race aanvatte en ook een kans maakte op de wereldtitel won de poleposition.
Barrichello startte met minder brandstof dan Mark Webber, die vanaf de tweede startplaats vertrokken was. Daardoor kon Webber na de eerste pitstops de leiding van de race overnemen. De Braziliaan moest ook Robert Kubica voorbij laten gaan. Op acht ronden van het einde kreeg Barrichello een lekke band waardoor zijn titelkansen helemaal verkeken waren. Jenson Button finishte de race op de vijfde plaats, wat voldoende was voor het behalen van de wereldtitel. Brawn won het kampioenschap bij de constructeurs.

## Kwalificatie
| Positie | Nummer | Naam                 | Team                 | Q1       | Q2        | Q3       | Grid |
| ------- | ------ | -------------------- | -------------------- | -------- | --------- | -------- | ---- |
| 1       | 23     | Rubens Barrichello   | Brawn-Mercedes       | 1:24.100 | 1:21.659  | 1:19.576 | 1    |
| 2       | 14     | Mark Webber          | Red Bull-Renault     | 1:24.722 | 1:20.803  | 1:19.668 | 2    |
| 3       | 20     | Adrian Sutil         | Force India-Mercedes | 1:24.447 | 1:20.753  | 1:19.912 | 3    |
| 4       | 9      | Jarno Trulli         | Toyota               | 1:24.621 | 1:20.635  | 1:20.097 | 4    |
| 5       | 4      | Kimi Räikkönen       | Ferrari              | 1:23.047 | 1:21.378  | 1:20.168 | 5    |
| 6       | 12     | Sébastien Buemi      | Toro Rosso-Ferrari   | 1:24.591 | 1:20.701  | 1:20.250 | 6    |
| 7       | 16     | Nico Rosberg         | Williams-Toyota      | 1:22.828 | 1:20.368  | 1:20.326 | 7    |
| 8       | 5      | Robert Kubica        | BMW Sauber           | 1:23.072 | 1:21.147  | 1:20.631 | 8    |
| 9       | 17     | Kazuki Nakajima      | Williams-Toyota      | 1:23.161 | 1:20.427  | 1:20.674 | 9    |
| 10      | 7      | Fernando Alonso      | Renault              | 1:24.842 | 1:21.657  | 1:21.422 | 10   |
| 11      | 10     | Kamui Kobayashi      | Toyota               | 1:24.335 | 1:21.960  |          | 11   |
| 12      | 11     | Jaime Alguersuari    | Toro Rosso-Ferrari   | 1:24.773 | 1:22.231  |          | 12   |
| 13      | 8      | Romain Grosjean      | Renault              | 1:24.394 | 1:22.477  |          | 13   |
| 14      | 22     | Jenson Button        | Brawn-Mercedes       | 1:24.297 | 1:22.504  |          | 14   |
| 15      | 21     | Vitantonio Liuzzi    | Force India-Mercedes | 1:24.645 | Geen tijd |          | 20   |
| 16      | 15     | Sebastian Vettel     | Red Bull-Renault     | 1:25.009 |           |          | 15   |
| 17      | 2      | Heikki Kovalainen    | McLaren-Mercedes     | 1:25.052 |           |          | 16   |
| 18      | 1      | Lewis Hamilton       | McLaren-Mercedes     | 1:25.192 |           |          | 17   |
| 19      | 6      | Nick Heidfeld        | BMW Sauber           | 1:25.515 |           |          | 18   |
| 20      | 3      | Giancarlo Fisichella | Ferrari              | 1:40.703 |           |          | 19   |

## Race
| Positie | Nummer | Coureur              | Team                 | Rondes | Tijd/Oorzaak uitval | Startplaats | Punten |
| ------- | ------ | -------------------- | -------------------- | ------ | ------------------- | ----------- | ------ |
| 1       | 14     | Mark Webber          | Red Bull-Renault     | 71     | 1:32:23.081         | 2           | 10     |
| 2       | 5      | Robert Kubica        | BMW Sauber           | 71     | +7.626              | 8           | 8      |
| 3       | 1      | Lewis Hamilton       | McLaren-Mercedes     | 71     | +18.944             | 17          | 6      |
| 4       | 15     | Sebastian Vettel     | Red Bull-Renault     | 71     | +19.652             | 15          | 5      |
| 5       | 22     | Jenson Button        | Brawn-Mercedes       | 71     | +29.005             | 14          | 4      |
| 6       | 4      | Kimi Räikkönen       | Ferrari              | 71     | +33.340             | 5           | 3      |
| 7       | 12     | Sébastien Buemi      | Toro Rosso-Ferrari   | 71     | +35.991             | 6           | 2      |
| 8       | 23     | Rubens Barrichello   | Brawn-Mercedes       | 71     | +45.454             | 1           | 1      |
| 9       | 10     | Kamui Kobayashi      | Toyota               | 71     | +1:03.324           | 11          |        |
| 10      | 3      | Giancarlo Fisichella | Ferrari              | 71     | +1:10.665           | 19          |        |
| 11      | 21     | Vitantonio Liuzzi    | Force India-Mercedes | 71     | +1:11.388           | 20          |        |
| 12      | 2      | Heikki Kovalainen    | McLaren-Mercedes     | 71     | +1:13.499           | 16          |        |
| 13      | 8      | Romain Grosjean      | Renault              | 70     | +1 ronde            | 13          |        |
| 14      | 11     | Jaime Alguersuari    | Toro Rosso-Ferrari   | 70     | +1 ronde            | 12          |        |
| Ret     | 17     | Kazuki Nakajima      | Williams-Toyota      | 30     | Ongeval             | 9           |        |
| Ret     | 16     | Nico Rosberg         | Williams-Toyota      | 27     | Versnellingsbak     | 7           |        |
| Ret     | 6      | Nick Heidfeld        | BMW Sauber           | 21     | Brandstof           | 18          |        |
| Ret     | 20     | Adrian Sutil         | Force India-Mercedes | 0      | Aanrijding          | 3           |        |
| Ret     | 9      | Jarno Trulli         | Toyota               | 0      | Aanrijding          | 4           |        |
| Ret     | 7      | Fernando Alonso      | Renault              | 0      | Aanrijding          | 10          |        |

## Trivia
- Felipe Massa, die eerder het seizoen zwaar gewond geraakt, mocht met de finishvlag zwaaien.

## Noot
- Dit was het debuut van de Japanse coureur Kamui Kobayashi.
- Zeshonderdste Grand Prix-start voor een Duitse coureur.

1972 · 1973 · 1974 · 1975 · 1976 · 1977 · 1978 · 1979 · 1980 · 1981 · 1982 · 1983 · 1984 · 1985 · 1986 · 1987 · 1988 · 1989 · 1990 · 1991 · 1992 · 1993 · 1994 · 1995 · 1996 · 1997 · 1998 · 1999 · 2000 · 2001 · 2002 · 2003 · 2004 · 2005 · 2006 · 2007 · 2008 · 2009 · 2010 · 2011 · 2012 · 2013 · 2014 · 2015 · 2016 · 2017 · 2018 · 2019